# Capitão (náutica)
O capitão ou comandante constitui o profissional marítimo certificado, pertencente ao escalão dos oficiais de maior categoria a bordo de um navio e encarregue de exercer o seu comando. 
Os termos "mestre", "arrais" ou "patrão" são aproximadamente equivalentes a capitão ou comandante , mas são normalmente empregues para se referir às pessoas que exercem o comando ou o governo de pequenas embarcações e que normalmente não pertencem ao escalão dos oficiais. O termo "skippers"  (palavra inglesa que vem do holandês schipper, derivado de schip significando "navio") é hoje em dia usado informalmente na náutica de recreio para designar as pessoas encarregues do governo das embarcações.
Por extensão, os termos "capitão" e "comandante" também são usados na aviação civil para designar o piloto encarregue do comando de uma aeronave.
Nas marinhas dos EUA, Reino Unido e outros países de língua inglesa o termo "capitão" (captain em inglês) serve também para designar a patente naval correspondente a capitão de mar e guerra. Na Marinha do Brasil, "capitão" é utilizado como vocativo para os oficiais do Corpo de Fuzileiros Navais que possuem o posto de capitão-tenente. 
Apesar de serem geralmente empregues como equivalentes no âmbito náutico, podem existir ligeiras diferenças entre os termos "capitão" e "comandante". Assim por exemplo, enquanto que "comandante" se refere à função de comando de um navio, o termo "capitão" refere-se a categoria do oficial que exerce esse comando. Na etiqueta naval portuguesa, o termo "capitão" é usado exclusivamente para designar um comandante de navio mercante, nunca sendo empregue para se referir ao comandante de um navio de guerra.

## Capitão de navio mercante
Num navio da marinha mercante, o capitão ou comandante é a pessoa com maior autoridade a bordo. Ao capitão estão, legalmente, atribuídos amplos poderes e a responsabilidade por todos aos aspectos de um navio em navegação. Os poderes incluem o direito ao uso da força para suprimir motins ou atos de pirataria.
No mar, o capitão exerce o comando absoluto do seu navio, mesmo que se encontre a bordo um seu superior hierárquico. Se isso acontecer e se o superior hierárquico der uma ordem ao capitão do navio, aquele deve especificar qual o objetivo a ser atingido e não a maneira como o mesmo deve ser atingido. A hierarquia superior não dá direito à interferência no comando do navio.
Acima de tudo, o capitão é o máximo responsável pela higiene e segurança de todos os tripulantes e passageiros do seu navio. Hoje em dia, existem poucas profissões com tanto poder e responsabilidade. A sua responsabilidade vai desde a decisão de qual a rota a seguir até à decisão de qual irá ser o menu do jantar dos tripulantes.
Por regra, sempre que um navio tenha que ser evacuado, o capitão deve ser o último tripulante a abandoná-lo.
O capitão de um navio é coadjuvado por vários oficiais dos quais, os principais são o chefe de máquinas, responsável pela secção de máquinas, e o imediato, responsável pela secção do convés.

### Funções
Compete ao comandante de um navio dirigir, coordenar e controlar os vários serviços de bordo, garantindo as melhores condições de operacionalidade, rentabilidade e segurança, de acordo com a política global do armador e de acordo com as leis e regulamentos nacionais e internacionais da marinha mercante.
No âmbito das suas funções, o comandante de um navio é responsável por estudar a viagem, nomeadamente a rota a ser seguida; coordena as atividades dos serviços do convés, de máquinas, de câmaras, de saúde e de radiocomunicações, visando o seu bom funcionamento; dirige, coordena e controla todas as ações inerentes à exploração comercial do navio, mantendo o contato com o armador, carregadores, agentes de navegação, estivadores e outras entidades ligadas à operação; coordena a atividade do navio com os vários serviços em terra do armador; elabora pareceres sobre a exploração do navio e sobre as operações comerciais do amador; cumpre e faz cumprir as normas aplicáveis ao navio e tripulação, no que diz respeito à segurança, ambiente e salvaguarda da vida humano no mar.

### Certificação
O exercício da função de comandante de um navio, sem qualquer limite de tonelagem nem de condições de navegação, está reservado a um profissional pertencente à máxima categoria de oficial náutico (capitão da marinha mercante em Portugal e Capitão de Longo Curso no Brasil) e já com notável experiência de navegação.
Os profissionais ou amadores que não obedeçam áquelas condições, podem exercer o comando ou governo de embarcações com limite de tonelagem ou de condições de navegação, de acordo com a sua categoria e experiência. Por exemplo, em Portugal, as seguintes embarcações podem ser governadas pelos profissionais com as seguintes categorias e experiências mínimas:
- Embarcações de comércio
  - Comandante de embarcação com arqueação igual ou superior a 3000 - Capitão da marinha mercante (com dois anos de embarque como imediato);
  - Comandante de embarcação com arqueação entre 1000 e 3000 - Piloto de 1ª classe (com um ano de embarque como imediato);
  - Comandante de embarcação com arqueação entre 500 e 1000 - Piloto de 2ª classe (com um ano de embarque como imediato);
  - Mestre de embarcação costeira com arqueação entre 300 e 500 - Mestre costeiro;
  - Mestre de embarcação costeira com arqueação inferior a 300 - Contramestre;
- Embarcações de pesca
  - Comandante de embarcação com arqueação superior a 1000 - Capitão-pescador ou piloto de 1ª classe;
  - Comandante de embarcação com arqueação entre 700 e 1000 - Piloto-pescador ou piloto de 2ª classe (com um ano de embarque);
  - Mestre de embarcação com arqueação entre 250 e 700 - Mestre do largo pescador;
  - Mestre de embarcação costeira com arqueação entre 100 e 250 - Mestre costeiro pescador;
  - Mestre de embarcação costeira com arqueação entre 35 e 100 - Contramestre pescador;
  - Arrais de embarcação costeira com arqueação inferior a 35 - Arrais de pesca;
  - Arrais de embarcação de pesca local - Arrais de pesca local;
- Embarcações do tráfego local:
  - Mestre de embarcação de arqueação superior a 10 - Mestre do tráfego local;
  - Encarregado de embarcação de arqueação inferior a 10 - Marinheiro do tráfego local;
- Embarcações de recreio
  - Patrão de embarcação em navegação oceânica - Patrão de alto-mar;
  - Patrão de embarcação em navegação costeira - Patrão da costa;
  - Patrão de embarcação de comprimento superior a 7 m em navegação local - Patrão local.
  - Encarregado de uma embarcação de comprimento até 7 m em navegação local - Marinheiro desportista náutico (com mais de 18 anos);
  - Encarregado de uma mota de água - Marinheiro desportista náutico (com mais de 16 anos);
  - Encarregado de uma embarcação de comprimento até 5 m em navegação local - Marinheiro desportista náutico ;
  - Encarregado de uma embarcação de comprimento até 5 m em navegação até 1 milha da baixa mar - Principiante.

### Uniforme

Distintivo tradicional de comandante da marinha mercante.

O distintivo tradicional de comandante de um navio mercante consiste em quatro galões dourados, usados na manga do jaquetão do uniforme azul ou nas platinas dos restantes uniformes. Com ligeiras variações, este distintivo é usado pelos capitães de quase todas as marinhas mercantes do mundo. Em várias marinhas, o galão superior ou central forma um óculo redondo ou em losango. Em outras, sobre o galão superior pode ser colocado um emblema específico como uma âncora ou uma estrela. 
O uniforme é usado em quase todas as embarcações de transporte de passageiros, normalmente, tanto por imposição legal como por imposição dos regulamentos internos das empresas de navegação. Além disso, em outras embarcações normalmente pertencentes a empresas de navegação mais organizadas, o uso de uniforme também se mantém. Nas embarcações de passageiros, sobretudo nos grandes navios de cruzeiro, o uso de uniforme é um meio indispensável para distinguir um tripulante de um passageiro, bem como para identificar qual a sua função a bordo, o que pode ser crítico em caso de emergência. Os comandantes de navios de cruzeiro, além dos uniformes de serviço, têm que usar uniformes de gala para comparecerem em jantares e outros eventos a bordo.
Os uniformes de oficial da marinha mercante são, normalmente, bastante semelhantes aos de oficial da marinha de guerra. Para climas frios existe o uniforme azul, que pode ser usado com o tradicional jaquetão. Para os climas quentes existem as várias variações do uniforme branco. Em jantares e eventos, normalmente, é usado um uniforme de gala que inclui laço e jaqueta.
O modelo específico de uniforme pode estar definido pela lei do país - como acontece em Portugal e no Brasil - ou ser apenas definido pela empresa de navegação. No primeiro caso, o uniforme é igual para todos os oficiais de todas as empresas de navegação do país.

## Segundo capitão
Alguns navios mercantes, levam a bordo um segundo capitão ou segundo comandante de categoria igual à do comandante, que pode assumir funções de comando mais ou menos alargadas, conforme as instruções dos armadores. 
Nalguns casos, o segundo capitão apenas coadjuva o capitão, ficando totalmente subordinado a este e assumindo, assim, grande parte das funções que, noutros casos, estariam atribuídas ao imediato. Nestes casos, mantém-se a função de imediato, mas o seu titular é apenas o terceiro oficial náutico a bordo, seguindo hierarquicamente o segundo capitão. Nos países de língua inglesa, um segundo capitão nestas condições é designado "staff captain" (literalmente "capitão de estado-maior").
Noutros casos, o segundo capitão pode partilhar o comando com o capitão, de acordo com as condições estabelecidas previamente pelo armador. É comum ir a bordo um segundo capitão nestas condições, por exemplo, quando um navio tem que atravessar águas difíceis, nas quais é imperativo que seja comandando por um oficial experiente na navegação nas mesmas. Neste caso, o segundo capitão terá mais experiência que o capitão na navegação em certas águas e assumirá o comando do navio durante a sua travessia. 
Em condições em que existe uma total partilha de comando entre dois capitães, ambos podem ser desigados "co-capitães".

## Capitão de bandeira
Antigamente na Marinha Portuguesa e ainda hoje na Marinha do Brasil, designa-se "capitão de bandeira", o comandante de um navio de guerra onde vai embarcado e onde é hasteada a bandeira distintiva do comandante de uma força naval.
Atualmente, em Portugal, é designado "capitão de bandeira", um oficial da Marinha de Guerra que embarque, com funções de comando, num navio mercante nacional colocado ao serviço do Estado Português. O capitão de bandeira partilha o comando do navio com o seu comandante civil, podendo interferir na navegação. Um navio com capitão de bandeira tem direito a arvorar a flâmula naval de Portugal.

## Capitão do porto
O capitão do porto é o oficial da marinha responsável por exercer a autoridade marítima num determinado porto e na área costeira que lhe está anexa. Ele é, especialmente, responsável pela segurança da navegação, pela segurança e correcta utilização das instalações portuárias.
Conforme o país, os capitães do porto podem ser oficiais da marinha mercante, da marinha de guerra ou da guarda costeira.

## Comandante de navio de guerra
Os comandantes dos navios das marinhas de guerra, têm, além das funções de comandante de um navio - análogas às de um comandante da marinha mercante - as funções de comandante de uma unidade militar, uma vez que cada navio constitui uma unidade naval. 

## Comandante de aeronave civil
Na aviação civil de vários países, o capitão ou comandante é o piloto principal de uma aeronave com dois ou mais pilotos. O comandante de uma aeronave, exerce funções análogas às de um capitão de um navio, sendo a mais alta autoridade a bordo, encarregando-se da pilotagem da aeronave e chefiando a sua tripulação, constituída pelo pessoal navegante técnico e pelo pessoal navegante comercial.

## Patentes navais e aéreas de capitão

### Marinha de guerra
Nas marinhas de guerra de alguns países existe uma patente de oficial designada apenas por "capitão". Esta patente é equivalente à patente terrestre de coronel e não deve ser confundida com a patente terrestre de capitão. Esta patente existe, sobretudo, na Marinha dos EUA, na Marinha Real Britânica e nas marinhas de outros países de língua inglesa, onde é designada "captain". Corresponde à patente de capitão de mar e guerra, em Portugal e no Brasil.

### Força aérea
As forças aéreas de vários países da Commonwealth seguem o sistema naval, para designar as suas patentes de oficial. Nessas forças aéreas existe o posto de capitão de grupo (em inglês: group captain) que corresponde ao de capitão (captain) na marinha e ao de coronel no exército.
Nas restantes forças aéreas, normalmente, o posto de capitão é uma patente de oficial subalterno ou intermediário, equivalente à patente homónima no exército.

### Marinha de corso
Em certas marinhas mercantes, como a do Brasil durante o período de 1808-1889, em que se desenvolvia a chamada "Marinha - de - Corso no Brasil", segundo obra dos irmãos J. S. Vasconcellos. em "Princípios de Defesa Militar", a designação "capitão" e/ou "Comandante", refere-se à máxima categoria do "Primeiro - oficial de convés", sendo essa patente/função, privativa desse; seguido na hierarquia-escala do "Segundo - oficial de convés", do "Terceiro - oficial de convés" até o "Quarto - oficial de convés", sendo que a função de "Imediato-do-comandante", assumida nessa mesma escala na responsabilidade do Comando do navio; no impedimento do Comandante e/ou, de algum deles.